# Успенский собор (Великий Устюг)
Успенский собор — православный храм в городе Великом Устюге Вологодской области. Относится к Великоустюжской епархии Русской православной церкви. Старейшее здание города. Расположен на Соборном дворище, самой старой части Великого Устюга, на высоком левом берегу Сухоны.

## История
Первый деревянный приходской собор Успения Божией матери в Устюге, построен (срублен) в 1290 году при жизни Праведного Прокопия, Устюжского чудотворца. Святой Прокопий подвизался на паперти собора. Здесь произошло истечение мира из иконы Благовещение.

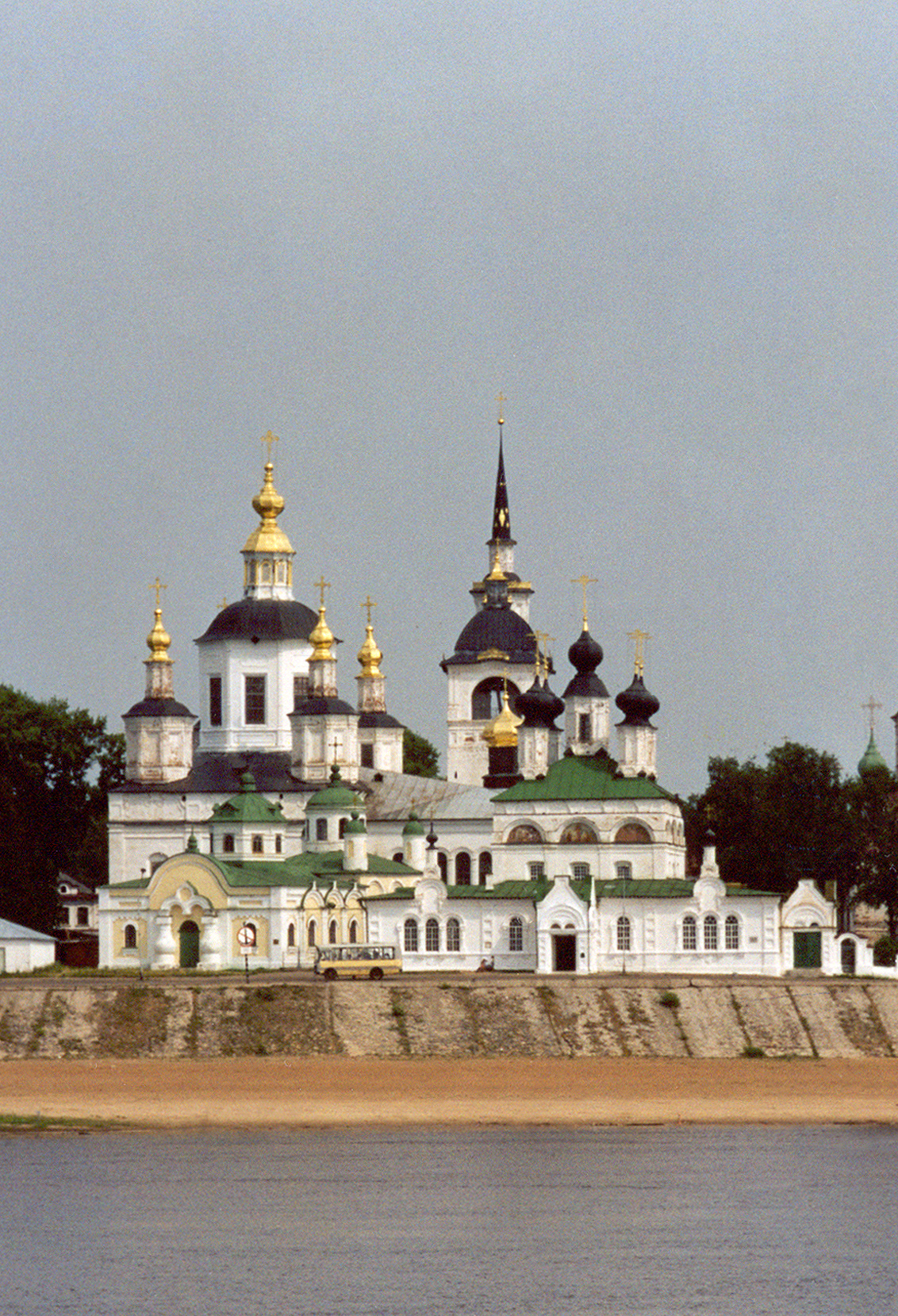
Вид на Соборное дворище из Дымковской слободы

Каменный собор был построен в 1619—1622 годах, став первым каменным зданием города. В 1631 году он сгорел и был разобран. Современное здание собора возводили с 1639 по 1658 год и потом многократно перестраивали, отразив в результате черты самых разных архитектурных стилей. Первоначальный облик Успенского собора достоверно неизвестен и может быть восстановлен лишь путём сравнения с другими церковными зданиями, построенными в Великом Устюге в середине XVII века.
Основной объём собора — кубический. Собор когда-то был четырёхстолпным, но при одной из перестроек в XVIII веке убрали два столба. Над кубом построен восьмерик, имеются также четыре угловых главки. С трёх сторон пристроены крыльца с главками, с южной стороны в XIX веке была пристроена бывшая Благовещенская церковь, выполнявшая функцию зимней. С востока около собора расположена двухчастная колокольня, при этом одна из башен имеет шпиль, а другая завершена главкой.
С 1682 по 1788 год был кафедральным собором Великоустюжской и Тотемской епархии. Он также служил местом захоронения епископов, изображения некоторых из них сохранились на стенах собора.
В 1922 году собор был разграблен представителями советской власти, арестован настоятель протоиерей Константин Богословский по обвинению в «антисоветской агитации». В декабре 1929 года советские власти закрыли собор, забрав всё имущество, сбросили с колокольни колокола и пытались разломать иконостас для извлечения из него золота. Благодаря резкому протесту местного музея во главе с Н. Г. Бекряшевым иконостас удалось отстоять и он уцелел до наших дней. 5 января 1930 года при большом стечении народа коммунисты сбросили с колокольни самый большой колокол «Варлаам» и до конца января ломали его: нагревали и бросали снег, колокол рвало на куски, которые увозили на переплавку.
В марте 1930 года в Успенском соборе устроили пересыльный лагерь для «лишенцев». Позже разместили в нём склад и использовали в таком качестве до 1976 года.
30 августа 1960 года собор поставлен под государственную охрану, как объект культурного наследия союзного значения. В 1980-х годах началась реставрация собора Великоустюгским музеем-заповедником.